# Chlorokybus atmophyticus
Chlorokybus — рід водоростей відділу харофіти (Charophyta), що містить єдиний вид Chlorokybus atmophyticus. Водорость знайдена в альпійських областях. Класифікована як єдиний член класу Chlorokybophyceae. Раніше включали в родину Klebsormidiaceae. Рідкісна водорость, відома з двох наземних місцезростань в Австрії.